# Colpas (distrito)
O Distrito peruano de Colpas é um dos oito distritos que formam a Província de Ambo, situada no Departamento de Huánuco, pertencente a Região Huánuco, na zona central do Peru.

## Transporte
O distrito de Colpas não é servido pelo sistema de estradas terrestres do Peru.